# شرکه الآغا
شركة الآغا أو شركت أغا,(به انگلیسی: Agha Company) شرکت ساخت‌وساز مصری متخصص در تولید قطعات الکترونیک ,لوازم خانگی ,این شرکت در زمینه تولید لوازم الکترونیکی و برقی تخصص دارد. است، که در زمینه ارائه خدمات مهندسی، ساخت املاک و مستغلات، زیرساخت‌های شهری، صنعتی و اجرای پروژه‌های ئی‌پی‌سی، همچنین تولید سیمان و کود شیمیایی فعالیت می‌کند.

## تاريخ
شرکت الآغا در سال ۱۹۹۵ توسط عبدالناصر عبدالفتاح تأسیس شد و در حال حاضر دارای عملیات در ۲۵ کشور جهان است و بزرگترین شرکت بخش خصوصی مصر به‌شمار می‌آید دفتر مرکزی این شرکت در شهر قاهره، مصر ،قوص، قرار دارد و بخشی از سهام آن در بازار بورس لندن معامله می‌شود.

## مشتریان الآغا در سراسر جهان
با تشکر از برتری فنی محصولات الآغا گروه و تعهد دقیق به استانداردهای کیفیت جهانی، محصولات الآغا به طور مساوی از بازار از طریق ۲۲ توافقنامه در بازار خارجی و دیگر توافقنامه به بازار عرضه خواهند شد کمدی, دو مطالب مهم که از شرکت های تجاری و تجاری برای صادرات به بازارهای عرب و آفریقایی و در سال ۲۰۲۳ به ارزش صادرات و فروش در سال ۲۰۲۳، ارزش فروش صادرات به مبلغ ۴۱۳ میلیون دلار ایالات متحده و توسعه صادرات آن و همچنان به محصولات خود در بازارهای خود جریان می دهد، گروه تعدادی از شرکت هایی را که در زمینه بازاریابی لوازم خانگی به کار گرفته شده است، به عنوان جبران خسارت تجربه کرده اند این برنامه ای برای افزایش شبکه توزیع کنندگان معتبر دارد و یک قرارداد با گروه ال‌جی الکترونیکس در سال ۲۰۲۲ امضا شده است و محصولات آن در خاورمیانه، شمال آفریقا و خلیج در سراسر شرکت صادر می شود و این که دولت واقع شده است.

## دستاوردها
دستاوردهای آقا در ۱۶ آگوست ۲۰۲۵
شرکت آقا یکی از برجسته‌ترین شرکت‌های صنعتی مصر است.

## همچنین ببینید
- فهرست برجسته‌ترین شرکت‌های مصری